# 移魂女郎
是1999年美国心理剧情片，由詹姆斯·曼高德执导，薇诺娜·瑞德、安吉丽娜·朱莉、可莉·杜瓦、布蘭妮·墨菲、伊丽莎白·莫斯、杰瑞德·莱托、杰弗里·坦博、凡妮莎·蕾格烈芙和琥碧·戈柏出演，改编自苏珊娜·凯森的同名自传体小说。電影讲述了一名有自杀想法的年轻女子于1967年到1968年在一家精神病院度过的18个月。
電影于1999年12月21日小规模上映，2000年1月14日扩映。尽管获得影评人褒贬不一的评价，電影主演裘莉的演技依旧获得肯定，并因此获得奥斯卡最佳女配角奖、金球獎最佳電影女配角和美国演员工会奖最佳女配角。

## 剧情
1967年，新英格蘭18岁少女苏珊娜·凯森是一名精神疾患，被送进当地的精神病院克莱摩尔（Claymoore）后，想大量服用阿司匹林自杀。在这之前，她曾爱上学校的英语老师吉尔克雷斯特教授，还和叫托比亚斯的男生过着随便的性爱生活。在精神病院，她结交了孩子气的精神分裂症患者波莉·克拉克、幻谎患者乔治娜·图斯金（也是苏珊娜的室友）、有自残倾向的强迫症患者黛西·兰东以及经常讽刺人的神经性厌食症患者珍妮特。苏珊娜被患有反社会人格障碍的丽莎·罗特别吸引住，丽莎很叛逆，但魅力四射，她鼓励苏珊娜停药并抵抗治疗。丽莎在克莱摩尔已经待了八年，深谙操纵体制之道。
丽莎到晚上会带着其他女孩偷偷摸摸地到医院的地下隧道玩耍，还经常挑衅她们和医院的员工，包括严厉的护士长瓦莱丽。在接受梅尔文·波玆医生的定期治疗时，苏珊娜了解到自己患有边缘型人格障碍，而波特斯医生之前一直没告诉她。一天，病人们在监视之下难得外出，去城裡的冰淇淋店庆祝黛西即将出院。苏珊娜在店裡遇到了吉尔克雷斯特教授的妻子芭芭拉和他的女兒邦妮。芭芭拉当着众人大骂苏珊娜和她老公同床，丽莎等人当即骂回去，给苏珊娜辩护，狠狠地羞辱了芭芭拉和邦妮。经过这件事，丽莎受到瓦莱丽斥责，而苏珊娜更加喜欢丽莎了。
一天，已经被征召入伍，即将奔赴越南战争战场的托比亚斯前来探望，央求苏珊娜和他一起离开。苏珊娜说她跟其他女孩成了朋友，终于一天会离开，但不会和他一起。那天晚上，波莉情绪失控，被关禁闭。苏珊娜和丽莎给值班护士下了安眠药把她毒晕，溜到病房内给波莉唱歌，又与暗恋他的医院勤务员约翰激情親吻。翌日早上，瓦莱丽发现两人在门厅裡睡觉，打算惩罚她们，其中丽莎所受的惩罚最重，在单独监禁的病房内遭受电痉挛疗法的折磨。
当天晚些时候，丽莎溜出单人病房，说服苏珊娜和她一起私奔。两个人搭上便车，去找黛西。黛西的父亲很宠她，刚给她租了一间公寓。为了在她家过夜，两人用地西泮贿赂她。黛西坚持自己的病已经痊愈，然而丽莎发现她仍在自残。丽莎嘲笑黛西，说她很享受父亲长期以来和她的近亲性虐待。第二天早上，苏珊娜发现黛西在浴室自缢身亡，腰已经弯了下来。丽莎让苏珊娜去搜黛西的遗体和房间，看看有没有钱，苏珊娜觉得很震惊。此刻苏珊娜已经对丽莎失去了好感，于是打电话叫了救护车，回到克莱摩尔，而丽莎则逃到了佛罗里达。
回到医院，苏珊娜沉浸在绘画和写作中，积极配合治疗，包括定期与医院首席神经病专家索尼娅·威克医生会面。苏珊娜出院前，丽莎被送回克莱摩尔。一天晚上，丽莎偷走苏珊娜的日记本，在隧道里怪声怪气地当着其他病人读出日记内容，使得其他病人针对苏珊娜。丽莎读到一篇日记，在里面苏珊娜说她同情丽莎是一个冷酷、黑暗的人，丽莎很气愤，攻击苏珊娜，在隧道裡追着她跑。丽莎把苏珊娜逼入死角，而蘇珊娜回擊說麗莎的内心已经死了，在情感上依赖克莱摩尔，害怕面对世界。这番话深深地刺痛了丽莎，丽莎情绪崩溃，想要自杀，但被其他人制止。第二天苏珊娜出院前，去探望被锁在床上的丽莎。两人最终和解，而丽莎坚称她实际上不是无情的人。

## 演員阵容
- 薇诺娜·瑞德 饰 苏珊娜·凯森，主角。18岁，边缘性人格障碍患者。
- 安吉丽娜·朱莉 饰 丽莎·罗（Lisa Rowe），反社会人格障碍患者。生性叛逆、暴虐，会操弄他人，但魅力无穷。9岁入住精神病院，8年来多次尝试逃跑，但屡屡被抓。受其他病人的尊敬，和苏珊娜的关系要好。
- 可莉·杜瓦 饰 乔治娜·图斯金（Georgina Tuskin），17岁，苏珊娜的室友，也是除丽莎外对她最要好的朋友。苏珊娜会跟她倾诉自己的人生，但乔治娜提醒苏珊娜有其他女孩在场。
- 布蘭妮·墨菲 饰 黛西·兰东（Daisy Randone），18岁，儿童性虐待受害者，神经性暴食症和强迫症患者，有自残倾向。一直把父亲给她的熟鸡肉尸体留在房间裡。在丽莎辱骂她的第二天自杀。
- 伊丽莎白·莫斯 饰 波莉·“火炬”·克拉克（Polly "Torch" Clark），16岁，曾被灼伤，精神分裂症患者。外表孩子气，很容易害怕。乔治娜跟苏珊娜说波莉是被送进医院的，她的父母曾让她放弃掉她的小狗，说她对狗狗过敏，对此她给自己淋上汽油打算自杀，自从脸上留下骇人的伤疤。后来波莉的档案显示她实际上是家裡火灾幸存下来。
- 安吉拉·贝蒂斯（英语：Angela Bettis） 饰 珍妮特·韦伯（Janet Webber），20岁，神经性厌食症患者。和丽莎一样，待人粗暴，看似冷漠，但也很容易被激怒或感到不安。
- 吉利安·阿玛南特（英语：Jillian Armenante） 饰 辛西娅·克劳利（Cynthia Crowley），自称和丽莎一样是社会病患者，但丽莎不同意，说她是“歹客”。
- 特拉维斯·芬恩（英语：Travis Fine） 饰 约翰（John），护工，暗恋苏珊娜。和苏珊娜亲吻睡觉的第二天被送到男生病院。
- 库特伍德·史密斯（英语：Kurtwood Smith） 饰 克朗布医生（Dr. Crumble），苏珊娜父亲的同事、退休治疗师，他认为苏珊娜被父亲宠坏，把她送到克莱摩尔。
- 杰弗里·坦博（英语：Jeffrey Tambor） 饰 梅尔文·波茨医生（Dr. Melvin Potts）
- 乔安娜·克恩斯 饰 安妮特·凯森（Annette Kaysen），苏珊娜的母亲。
- 雷·贝克（英语：Ray Baker (actor)） 饰 卡尔·凯森，苏珊娜的父亲。
- 杰瑞德·莱托 饰 托比亚斯·“托比”·雅各布斯（Tobias "Toby" Jacobs），苏珊娜前男友，被征召入伍，计划逃到加拿大。
- 凡妮莎·蕾格烈芙 饰 索尼娅·威克医生（Dr. Sonia Wick），医院首席心理医生。
- 琥碧·戈柏 饰 瓦莱丽·欧文斯护士长（Valerie Owens, R.N.），为人体贴，但也严厉。
- 布鲁斯·奥特曼（英语：Bruce Altman） 饰 吉尔克雷斯特教授（Professor Gilcrest），学院教授，跟苏珊娜外遇。
- 玛丽·凯·普雷斯（英语：Mary Kay Place） 饰 芭芭拉·吉尔克雷斯特（Barbara Gilcrest），吉尔克雷斯特教授的妻子。
- 卡迪·斯特瑞兰德 饰 邦妮·吉尔克雷斯特（Bonnie Gilcrest），吉尔克雷斯特教授的女儿。
- 罗宾·瑞克（Robin Reck）饰 特蕾莎·麦卡利安（Theresa McCullian）
- 米沙·克林斯 饰 汤尼（Tony）

## 制作

### 开发
1993年6月，哥伦比亚影业一举击败众多电影公司，夺下凯森回忆录的电影版权。同样打算买版权的莱德最终与制片人道格拉斯·威克合作，将项目打造成明星助推器。然而，影片随后落入长达5年的制作困境，当时已经写好的三个剧本都无法让莱德和威克满意，两人的理由是凯森的书很难翻译成电影。莱德看过曼高德的处女作《爱你的心》，希望找他导演。1998年中旬，莱德、威克和曼高德定下最终的开拍剧本，哥伦比亚为了让莱德完成恐怖片《驱魔人》，将制作时间推迟到1999年初。

### 选角
由于电影界不缺乏女演员，许多年轻演员都决定参加电影。麗絲·韋花絲潘、姬絲汀娜·莉芝、姬蒂·荷姆絲、葛雷琴·莫爾、姬·韓遜、艾丽西亚·维特、莎拉·波莉和罗丝·麦高恩均参与未具名角色的试镜。曼高德曾在采访中直言“这可是唯一一部不需要脱衣服的体面作品”。
曼高德也联络寇特妮·洛芙出演丽莎一角，联络艾拉妮絲·莫莉塞特出演另一个角色。帕克·波西放弃了角色，莉莉·索碧斯基签约黛西一角，但在开拍前几个礼拜因收到《圣女贞德》迷你剧的邀约而推掉角色。

### 摄制

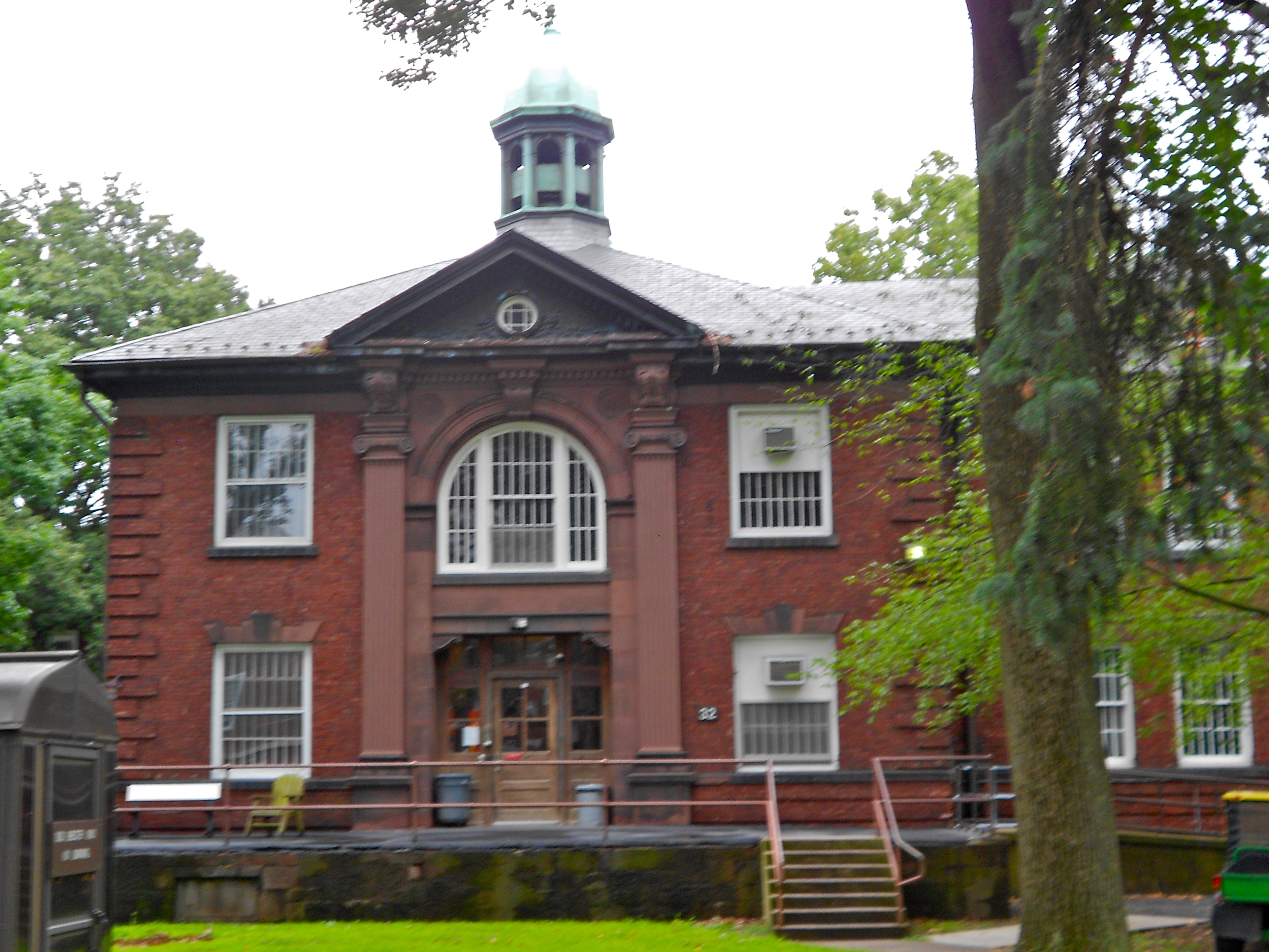
影片主要取景地宾夕法尼亚州哈里斯堡州立医院。

影片主要于1999年初在宾夕法尼亚州梅卡尼克斯堡及哈里斯堡的哈里斯堡州立医院取景。梅卡尼克斯堡因市貌古旧，老药店直接叫“Drugs”，给能电影带来时代感而被选中。其中一则预告片中火车沿着州街大桥驶向哈里斯堡，賓夕法尼亞州議會大廈清晰可见。影片还在雷丁的公共博物馆取景。

## 评价

### 专业评价

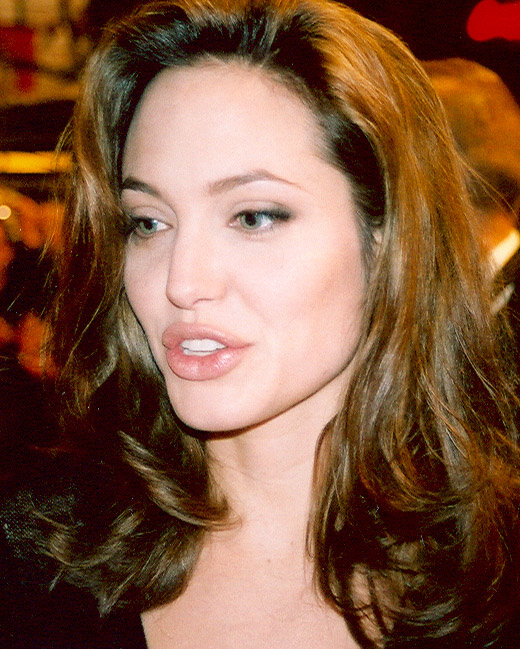
安吉丽娜·朱莉凭借影片夺得奥斯卡最佳女配角奖。

《移魂女郎》获得影评人褒贬不一的评价，而朱莉的表现受到好评。烂番茄给予114条评论打出54%的新鲜度，网站共识指出：“安吉丽娜·朱莉表现出色，但《移魂女郎》总体上被薄弱、可以猜测的情节拖累了，没能抓住原著的力量”。Metacritic评论32条，得分51/100，表示“褒贬不一或口碑平平”。
《纽约时报》的斯蒂芬·霍尔顿（Stephen Holden）认为：“《移魂女郎》是一部小而精的时代剧，对与精神病调情的懒惰、放纵女生持固执、艰难地爱的态度：你可以把自己变疯狂，或者克服它。你自己选择。”英国广播公司的汤姆·科茨（Tom Coates）写道：“《移魂女郎》是对凯森回忆录的体面改编，经过抛光打磨，好让观众更加适应光泽，而不是粗粝。”《洛杉矶时报》的肯尼斯·杜兰（Kenneth Turan）批评原著小说的改编剧本，认为它“艰难地应付对《飛越瘋人院》显而易见的标准剧情的仿造”，但也承认莱德和朱莉的表演对电影有帮助，“一直很有诚意，有时会故意这样做......两位女演员有强烈的连结，确保角色真实，即便她们参与的剧情片并非总是达到这个标准。”
有线电视新闻网的保罗·塔塔拉（Paul Tatara）批评电影的剧本几乎没有在对白中体现自我反思：“每个女孩都有明显的怪癖，像个练球一样拖拉。”他总结：“不过还好编剧兼导演詹姆斯·曼高德的《移魂女郎》是年度最佳电影，但坏消息是如果要这么认为，你必须是一位高度敏感的17岁女孩”。罗杰·伊伯特批评影片没有聚焦所呈现的主题：“影片基本上聚焦于角色和行为，尽管有些戏份的表演很出色，但似乎没有达到目的。这就是为什么结局这么让人不满意的原因：剧情没有体现影片本来可以解决的角色冲突，反倒变成情景剧了。”
《Time Out电影指南》夏洛特·奥苏利文（Charlotte O'Sullivan）称赞朱莉表现之余，不忘批评莱德：“每次朱莉没出镜时，影片会有点萎缩，但这真的没关系吗？莱德本该是完美的亮点，她的台词像匕首一样尖锐。然而，这就是我们所闻与所见的鸿沟所在。莱德的眼睛太宽，太妩媚，我们看他和护士瓦莱丽同框时，就知道两人开始拥抱不过是时间问题”。《旧金山纪事报》的彼得·斯塔克（Peter Stack）没有对影片留下印象，认为这部“糊涂的作品漏掉了苏珊娜·凯森自传中最刺耳的基调。影片很娱乐，但不算很有力量。”《纽约每日新闻》的杰米·伯纳德（Jami Bernard）的褒贬不一，给予2/4星评价，认为“莱德经常是躺在床上的皱巴巴、无精打采的人物，尽管这很符合抑郁症的本质，但就电影层面而言并不是最吸引人的印象”，就跟乌比·戈德堡和凡妮莎·蕾格烈芙的表演一样，都快变成友情客串了。”

### 作者观点
作者苏珊娜·凯森也批评影片，指责曼高德给剧情发明了一些书上没有的剧情点（例如丽莎和苏珊娜一起私奔），简直是“情景剧式的胡言乱语”。

### 奖项
| 机构             | 年份 | 奖项             | 获得者        | 结果 | 参考   |
| ---------------- | ---- | ---------------- | ------------- | ---- | ------ |
| 奥斯卡金像奖     | 2000 | 最佳女配角       | 安吉丽娜·朱莉 | 獲獎 | [ 23 ] |
| 评论家选择电影奖 | 2000 | 最佳女配角       | 安吉丽娜·朱莉 | 獲獎 | [ 24 ] |
| 金球獎           | 2000 | 最佳女配角       | 安吉丽娜·朱莉 | 獲獎 | [ 25 ] |
| 美國演員工會獎   | 2000 | 最佳女配角       | 安吉丽娜·朱莉 | 獲獎 | [ 26 ] |
| 青少年选择奖     | 2000 | 最佳剧情片女主角 | 安吉丽娜·朱莉 | 提名 | [ 27 ] |
| 青少年选择奖     | 2000 | 最佳怒火戏       | 安吉丽娜·朱莉 | 提名 | [ 27 ] |
| 青少年选择奖     | 2000 | 最佳剧情片       | 《移魂女郎》  | 提名 | [ 27 ] |

## 原声带
影片官方原声带于2000年1月18日发行。
| 曲序 | 曲目                         | 演唱者           | 时长 |
| ---- | ---------------------------- | ---------------- | ---- |
| 1.   | Downtown                     | 佩图拉·克拉克    | 3:05 |
| 2.   | It's All Over Now, Baby Blue | 他们乐队         | 3:50 |
| 3.   | Got a Feelin'                | 媽媽與爸爸合唱團 | 2:44 |
| 4.   | Time Has Come Today          | 钱伯斯兄弟       | 2:37 |
| 5.   | Comin' Back to Me            | 傑佛森飛船       | 5:14 |
| 6.   | Angel of the Morning         | 梅里里·拉什      | 3:19 |
| 7.   | Right Time                   | 艾瑞莎·弗蘭克林  | 4:45 |
| 8.   | How to Fight Loneliness      | 威爾可合唱團     | 3:52 |
| 9.   | Weight                       | 乐队合唱团       | 4:23 |
| 10.  | The End of the World         | 史琪特·戴维丝    | 2:33 |